# Logy Bay-Middle Cove-Outer Cove
Logy Bay-Middle Cove-Outer Cove es un pueblo canadiense situado en la provincia de Terranova y Labrador.

## Superficie
Logy Bay-Middle Cove-Outer Cove tiene una superficie de 16,99 km².

## Demografía
En 2021, tenía 2364 habitantes, una densidad poblacional de 139,1 hab./km², y 940 viviendas.